# Sông Beaverhead
Sông Beaverhead là một nhánh sông dài khoảng 111 km nằm trong hệ thống sông Jefferson ở phía tây nam tiểu bang Montana, Hoa Kỳ. Thượng nguồn của con sông là hợp lưu của sông Red Rock và sông Horse Prairie, bây giờ là hồ chứa nước Clark Canyon. Sông Beaverhead sau đó chảy theo hướng bắc qua một thung lũng rộng và hợp với sông Big Hole và tạo thành sông Jefferson. Bao gồm sông Red Rock nằm trong hệ thống của nó, dòng sông trải dài 111 km, với tổng chiều dài là 224 km, là một trong những hệ thống sông quan trọng nhất phía tây nam Montana.
Cũng Có nhiều hải ly trong khu vực này vào thời điểm đó, nhưng cái tên "Beaverhead" (đầu hải ly) không bắt nguồn từ nó. Vào năm 1805, Thuyền trưởng Meriwether Lewis đã thám hiểm sông Jefferson và Beaverhead, nhưng khi những giai đoạn cuối cùng của công cuộc thám hiểm diễn ra, dấu hiệu mà Lewis đã để lại ở ngã ba sông Beaverhead và Big Hole bảo họ phải đi đường sông Beaverhead đã bị hải ly phá hủy và đoàn thám hiểm đã đi theo đường sông Big Hole. Kết quả là dòng chảy xiết của sông Big Hole đã làm ngập hai chiếc xuồng của họ trước khi họ có thể quay trở lại ngã ba đó.
Cùng với sông Red Rock, sông Beaverhead là đầu nguồn nằm ở độ cao nhiều nhất của sông Missouri - nhánh sông dài nhất của sông Mississippi.